# Theodor Merzdorf
Johann Friedrich Ludwig Theodor Merzdorf (* 25. August 1812 in Leipzig; † 21. März 1877 in Oldenburg) war ein deutscher Freimaurer und Bibliothekar in Diensten des Großherzogtums Oldenburg.

## Leben

### Ausbildung und frühe Jahre
Merzdorf war der Sohn des Tapezierers Johann Christoph Merzdorf (1780–1843) und dessen Frau Johanna Friederike Rosine geb. Wendland (1784–1865). Nach dem Besuch der Nicolaischule in Leipzig, absolvierte er vom 24. Oktober 1825 bis zum 5. April 1830 eine gymnasiale Schulbildung an der Fürstenschule Grimma, wo sein Onkel Friedrich Wilhelm Sturz (1762–1832), Rektor der Bildungseinrichtung war. Ab 1830 studierte Merzdorf dann Philologie an der Universität Leipzig. Seine Studien wurden durch Tätigkeiten wie etwa dem Ordnen und Verzeichnen von Privatbibliotheken und durch Praktika in der Universitätsbibliothek Leipzig und der Königlichen Bibliothek Dresden begleitet und unterbrochen. Am 6. Mai 1839 erlangte Merzdorf für die Edition des Zeushymnus Hymnum in Iovem des antiken griechischen Philosophen Kleanthes und die Vorlage der von ihm in seinen Praktika erstellten, gedruckten Bücherkataloge die Promotion im Fach Philosophie ohne Examen. 1839 ging Merzdorf durch Vermittlung des oldenburgischen Generalsuperintendenten Ernst Gottfried Adolf Böckel als Leiter und einzige Lehrkraft an die Privatschule in Elsfleth. Von dort aus erhielt er im April 1841 eine zunächst auf ein Jahr befristete Stelle als Aushilfskraft an der Großherzoglichen Öffentlichen Bibliothek in Oldenburg.

### Tätigkeit in Oldenburg
Seine Aufgabe an der Großherzoglichen Bibliothek bestand in der Revision und Neuordnung des damals etwa 48.000 Bände umfassenden Bestandes. Die seit 1792 gewachsenen und in je sechs alphabetischen und systematischen Teilkatalogen verzeichneten Teilbestände sollten zu einer einheitlichen, systematisch angelegten Aufstellung gruppiert und in einem der Aufstellungssystematik entsprechenden Standortkatalog sowie einem einheitlichen alphabetischen Katalog verzeichnet werden. 1842 wurde Merzdorfs befristete Anstellung mit der Ernennung zum Bibliothekssekretär in eine unbefristete Stellung umgewandelt. Die Neukatalogisierung der Altbestände konnte Merzdorf bis 1844 abschließen. Die seit 1840 laufende Planung für den Neubau Am Damm lagen währenddessen bei seinem Kollegen, dem stellvertretenden Bibliothekar Christian Friedrich Strackerjan. Allerdings erstellte Merzdorf mit den Aphorismen zu einer Bibliotheksordnung vom Juli 1841 das Konzept zur inneren Ordnung und Verwaltung der Bibliothek. Auch beschaffte er die Einrichtung für den 1847 zur Benutzung freigegebenen Neubau und organisierte den Umzug der Bestände in das neue Haus. Ab dem 8. Januar 1847 wurde Merzdorf, dank seines unermüdlichen Einsatzes, als Unterbibliothekar angestellt, während der eigentlich fachfremde Oberamtmann Strackerjan in seiner bisherigen Position als stellvertretender Bibliotheksleiter verblieb. Die Stelle des leitenden Oberbibliothekars war seit dem Tod Ludwig von Halems 1839 unbesetzt geblieben. Erst nach dem Tod Strackerjans 1848 rückte Merzdorf zunächst interimistisch an die leitende Stelle. 1849 wurde er auch Mitglied der bis dahin zweiköpfigen Bibliothekskommission, die die eigentliche Bibliotheksdirektion darstellte. Merzdorf, der sich mit seiner Neuordnung und Katalogisierung eine ausgezeichnete Kenntnis des Bücherbestandes angeeignet hatte, betreute seit 1845 auch intensiv die Ausleihe und förderte die Benutzung durch fundierte Beratung der Besucher. Die Bibliothek als wissenschaftliche Institution den gebildeten Schichten zu öffnen und sie als eine der repräsentativen kulturellen Einrichtungen der Residenzstadt Oldenburg zu stärken waren Merzdorfs vorrangige Ziele.
Unterstützend zu diesen Zielen war Merzdorf außerdem umfassend publizistisch tätig. Insbesondere gab er die inhaltsreichen Bände der Bibliothekarischen Unterhaltungen (1844–1850) und das Verzeichnis der Inkunabeln der oldenburgischen Bibliothek (veröffentlicht im Serapeum, Jg. 1850–1853 und 1861–1862) heraus.
Als Numismatiker verfasste er 1860 einen heute noch nicht überholten historisch-kritischen Katalog von Oldenburgs Münzen und Medaillen. Dem als Basis hierfür benutzten Großherzoglichen Münzkabinett schloss sich bald darauf noch ein Katalog der Münzen und Medaillen des Jeverlands an. Seine Versuche, umfangreiche freimaurerische Spezialsammlungen aufzubauen, wurden allerdings durch Verkäufe, der letzte nach dem Tod des Sammlers, zunichtegemacht. Immerhin gilt der aus dieser Beschäftigung erwachsene Katalog Die Denkmünzen der Freimaurerbrüderschaft von 1851 bis heute als Basis der einschlägigen Literatur.
Ab 1875 war Merzdorf schließlich auch offiziell zum Oberbibliothekar ernannt worden, bereits ab 1865 mit entsprechender Besoldung. 1877 erlitt Merzdorf einen plötzlichen Herztod.

### Tätigkeit in der Freimaurerei
Neben seinen Arbeiten zur deutschen Literatur und Beiträgen zur Allgemeinen Deutschen Biographie publizierte Merzdorf besonders umfangreich zur Geschichte und zu Problemen der Freimaurerei. Durch Vermittlung seines Vaters war er 1834 Mitglied der Loge Apollo zu Leipzig geworden. 1842 hatte er sich der Loge Zum goldenen Hirsch in Oldenburg angeschlossen, als deren Sekretär und Archivar er 1852 eine Geschichte der Freimaurerlogen im Großherzogtum Oldenburg verfasste. Angeblich war Merzdorf in insgesamt zwölf Freimaurerlogen Mitglied, woraus die Bedeutung der Freimaurerei für ihn und seine angesehene Stellung in der Freimaurerei deutlich wird. Seine diesbezüglichen Schriften umfassen mehr als die Hälfte seines aus 167 Titeln bestehenden Gesamtwerkes. Außerdem war Merzdorf zwischen 1860 und 1873 Mitherausgeber für zehn Bände der freimaurerischen Zeitschrift Latomia. Seine gewichtigsten Stellungnahmen schrieb er zur Aufnahme von Nicht-Christen, in der Praxis also von Juden, wobei er wiederholt und nachhaltig den Standpunkt vertrat, dass Angehörige aller Religionen die Möglichkeit zur Aufnahme in eine Loge haben sollten.

### Ehrungen
Merzdorf nahm auch in der bürgerlichen Gesellschaft der Residenzstadt Oldenburg regen Anteil. Ab 1850 als Mitglied der Literarischen Gesellschaft, des Kunstvereins und des Vereins zur Erforschung und Erhaltung einheimischer Denkmäler des Altertums hatte er eine geachtete Position, die äußerlich durch Auszeichnungen mit mehreren Orden unterstrichen wurde:
- Oldenburgisches Ehrenzeichen, I. Klasse mit der goldenen Krone, 1857
- Goldenes Ritterkreuz des griechischen Erlöser-Ordens, 1859
- Hannoverscher Guelphen-Orden, IV. Klasse, 1860
- Ritterkreuz des sächsischen Albrechts-Ordens,  1872

## Familie
Am 6. Juni 1848 heiratete Merzdorf Bertha Mathilde geb. Siemers (1825–1902), die Tochter des Hamburger Arztes und Philanthropen Friedrich Siemers (1792–1863). Das Paar hatte sechs Kinder. Der älteste Sohn Bernhard (* 1849) ging als Kaufmann zunächst nach Brasilien und lebte später in San Nicolas bei Buenos Aires. Der Sohn Reinhold (1854–1877) wurde Sanskritforscher und starb in Pisa am 27. April 1877, wenige Wochen nach dem Vater. Die jüngste Tochter Emmy Anna Marie Karoline (1865–1942) heiratete am 19. Oktober 1886 in Oldenburg den Kammermusiker Friedrich Wilhelm Kufferath (1853–1936).

## Werke (Auswahl)
- Die Münzen und Medaillen Jeverlands auf Grund verschiedener Münzsammlungen 1862
- Die Denkmünzen der Freimaurerbrüderschaft Oldenburg 1851
- Der Mönch von Heilsbronn Berlin 1870
- Die Deutschen Historienbibeln des Mittelalters: nach vierzig Handschriften Band 1 Stuttgart, 1870
- Die Deutschen Historienbibeln des Mittelalters: nach vierzig Handschriften Band 2 Stuttgart, 1870
- Bibliothekarische Unterhaltungen Oldenburg 1844
- Die Geheimstatuten des Ordens der Tempelherren
- Geschichte der Freimaurerlogen im Herzogthume Oldenburg 1852
- Troilus /Alberti Stadensis, primum ex unico Guelferbytano codice 1875